# Circolo di Berlino
Il Circolo di Berlino (in tedesco Die Gesellschaft für empirische Philosophie) fu un'associazione di filosofi neopositivisti creata alla fine degli anni venti da Hans Reichenbach, Kurt Grelling e Walter Dubislav e composta da filosofi e matematici come Carl Gustav Hempel, David Hilbert e Richard von Mises.

## Storia

### Pensiero filosofico
Il Circolo di Berlino ebbe molto in comune con il Circolo di Vienna, ma le loro visioni filosofiche differivano per alcune tematiche come la probabilità e il convenzionalismo. Reichenbach insisteva nel chiamare la sua filosofia empirismo logico, per distinguerla dal positivismo logico del Circolo di Vienna. Oggi poche persone attuano questa distinzione tanto che "empirismo logico" e "positivismo logico" sono considerate definizioni interscambiabili.
I membri del Circolo di Berlino erano particolarmente attivi nell'analisi delle conseguenze logico-filosofiche dei progressi della fisica contemporanea e specialmente della teoria della relatività. I filosofi del Circolo negarono la validità della metafisica e della filosofia tradizionale; affermarono inoltre che molti problemi filosofici sono privi di senso.

### Ascesa del nazismo e fine del Circolo
Dopo l'ascesa del nazismo, diversi membri del gruppo emigrarono in altre nazioni. Tra questi ci fu Reichenbach, che si trasferì dapprima in Turchia nel 1933 e in seguito negli Stati Uniti, nel 1938. Anche Dubislav emigrò ed Hempel raggiunse prima il Belgio nel 1934 e poi, nel 1939, gli Stati Uniti. Grelling trovò la morte in un campo di concentramento. Uno dei più giovani membri del Circolo di Berlino ad abbandonare la Germania fu Olaf Helmer, che aderì alla RAND Corporation e ricoprì un ruolo importante nello sviluppo del Metodo Delphi, usato per prevedere tendenze future, e di altre forme di tecnologia sociale.
Dopo l'emigrazione in altri paesi dei membri del Circolo, questo si sciolse, non senza influenzare una vasta gamma di filosofi del XX secolo il cui metodo è stato particolarmente influente per quanto concerne la filosofia analitica e la futurologia.